# Pachydrus obniger
Pachydrus obniger är en skalbaggsart som först beskrevs av Louis Alexandre Auguste Chevrolat 1863.  Pachydrus obniger ingår i släktet Pachydrus och familjen dykare. Inga underarter finns listade i Catalogue of Life.